# Juracy Magalhães

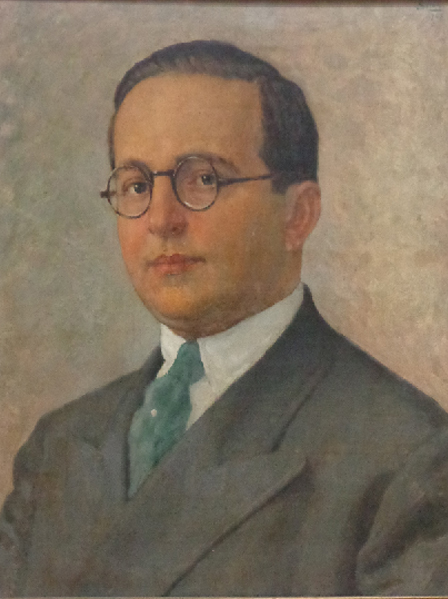
Juracy Magalhães, interventor federal, 1931 a 1937, na Bahia.

Juracy Montenegro Magalhães GCC • GCIH (Fortaleza, 4 de agosto de 1905 – Salvador, 15 de maio de 2001) foi um militar e político brasileiro.
Em homenagem ao seu filho existe em Salvador a Avenida Juracy Magalhães Júnior.

## Biografia
Era filho de Joaquim Magalhães e de Júlia Montenegro Magalhães. Tendo concluído o segundo grau no Liceu do Ceará, ingressou na carreira militar, Em 1927 torna-se aspirante. Integrante do movimento tenentista, aos 25 anos destacou-se durante a chamada Revolução de 1930, liderando uma coluna militar que percorreu o Nordeste pelo litoral, adentrando os territórios de Alagoas, Pernambuco, Sergipe e Bahia.
Sua carreira militar foi exitosa. Em 1933 atingiu a patente de Capitão; em 1940, a de Major; Tenente-Coronel em 1945; Coronel em 1950 e General em 1957.
Apesar de nascido no Ceará, foi na Bahia que encontrou sua morada definitiva. Ganhou uma casa de amigos, na capital baiana, no Monte Serrat - a mesma onde seu filho, Juracy Magalhães Júnior, cometeu suicídio. Seu outro filho Jutahy Magalhães também foi político e seu neto Jutahy Magalhães Júnior é deputado federal.
Sua trajetória política foi muito beneficiada pela proximidade com os militares. Exerceu os seguintes cargos: senador da República, deputado federal, adido militar e embaixador do Brasil nos Estados Unidos, Ministro da Justiça e Relações Exteriores. Foi também o primeiro Presidente da Petrobras e presidiu a Companhia Vale do Rio Doce.

## Governos da Bahia
Magalhães ocupou o governo do Estado da Bahia em três mandatos (o primeiro, iniciado como interventor, foi depois referendado pela Assembleia Legislativa – aqui considerado como mandato único, dado não ter existido solução de continuidade).

### Intervenção

Getúlio Vargas e Juracy Magalhães, em 4 de junho de 1954. Mídia sob a guarda do Arquivo Nacional.

Juracy Magalhães era tenente do Exército quando assumiu o governo, nomeado interventor por Getúlio Vargas - cargo que o promoveu por ser um dos articuladores do golpe que acabou, no Brasil, com a República Velha. Assumiu a 19 de setembro de 1931, e ali permaneceu até 25 de abril de 1935, quando reassume - desta feita mediante eleição indireta, pela Assembleia Legislativa - ficando no cargo até 10 de novembro de 1937.
A tarefa não foi, de início, nada fácil: o cargo era pleiteado pelo velho político J. J. Seabra, que apoiara Getúlio e já tinha sido governador. Juracy era então um jovem tenente, de apenas 25, quase 26 anos. A sua condição de "forasteiro" apenas agravou a reação dos velhos caciques da política local, que armaram-lhe grande oposição. Mas desde então demonstrou grande habilidade para contornar estes desafios, saindo deles ainda mais fortalecido. Juracy levava também uma vida secreta: fora informante do FBI durante o último governo Vargas e confidenciou a Adolf Berle que conspirara contra ele em 1945. Um fato digno de nota foi que, durante este seu mandato, ocorreu a primeira prisão do futuro líder de esquerda, Carlos Marighella, por haver escrito um poema que criticava o interventor.

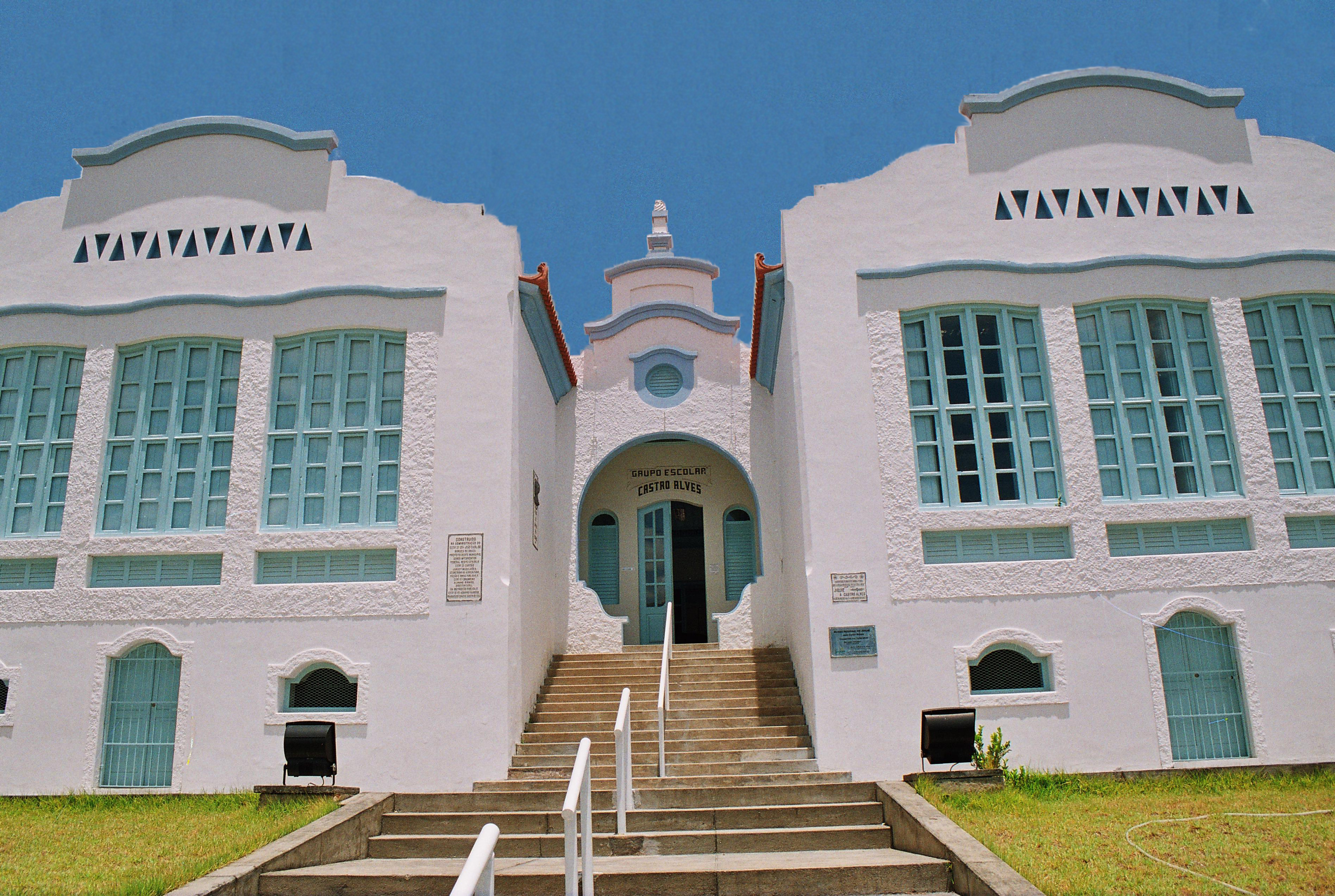
O prédio onde funcionou o "Grupo Escolar Castro Alves", em Jequié, foi construído por Juracy e inaugurado pelo mesmo em 1934.

Dentre suas realizações iniciou as obras de construção do Fórum Rui Barbosa - interrompidas pelo interventor Landulfo Alves, que o seguiu, e finalmente retomadas e concluídas por Otávio Mangabeira.
No local onde fora a casa do tribuno Cezar Zama, na Praça de Piedade, edificou a sede da Secretaria de Segurança Pública - órgão centralizador da repressão, no regime totalitário que então vivia o país.
Inaugurou o Instituto de Cacau da Bahia em 1936, solenidade que contou com a presença do próprio Getúlio Vargas.
Em 1935/1936, o governo de Juracy Magalhães promove interrupção das atividades da Acção Integralista Brasileira - AIB (1932-1937), movimento idealizado pelo politico, poeta e jornalista Plínio Salgado, no Estado da Bahia, ocorrendo inúmeros conflitos com as forças policiais pelos Integralistas na tentativa de permanecer promovendo suas atividades, ocorrendo inúmeras prisões e mortes, posteriormente a justiça garante o direito dos Integralistas em continuar suas atividades na região.
Em 10 de novembro de 1937, o presidente Getúlio Vargas instaura o Estado Novo, um regime ditatorial unitário. Apesar de fiel ao governo, Juracy era contrário àquela ação do presidente, que de facto caracterizou-se como um golpe. No mesmo dia, faz um pronunciamento, na Rádio Sociedade da Bahia e, no dia 11, transmite o cargo ao comandante militar no Estado, deixando o Palácio do Governo.

### Segundo mandato
Sem maiores realizações,[carece de fontes?] cumpriu Juracy Magalhães - Jota-Eme, como era chamado, durante a campanha[carece de fontes?] - um governo de oposição ao governo federal,[carece de fontes?] aliado a Carlos Lacerda, Magalhães Pinto e outros da UDN, que o colocariam dentre os políticos que tramaram e apoiaram o golpe de Estado militar de 1964.[carece de fontes?]
No seu segundo mandato, Juracy se celebrizou por ter legalizado o jogo do bicho que passou a ser fonte de recursos para as obras assistenciais do governo.

## Governo federal
Durante o regime militar de 1964, no governo do Marechal Castelo Branco, o primeiro do ciclo, Juracy foi nomeado embaixador brasileiro nos Estados Unidos. É desse período a sua célebre frase:
| “ | O que é bom para os Estados Unidos é bom para o Brasil. | ” |

Posteriormente, como Ministro da Justiça, encarregou-se da censura aos veículos de comunicação. Célebre tornou-se o episódio em que mandara o empresário Roberto Marinho demitir dois funcionários, ao que este respondera-lhe, negativamente: "Dos meus comunistas cuido eu!".[carece de fontes?]
A 2 de Março de 1964 foi agraciado com a Grã-Cruz da Ordem do Infante D. Henrique e a 13 de Outubro de 1966 foi agraciado com a Grã-Cruz da Ordem Militar de Cristo de Portugal.
No fim do governo de Castelo Branco, em 1967, Juracy Magalhães deixa a carreira política. Passa, então a dedicar-se ao setor privado, tendo ocupado a presidência de diversas empresas brasileiras e estrangeiras.

### Tratado de Itaipu
Em 22 de junho de 1966, os ministros de relações exteriores do Brasil (Juracy Magalhães) e Paraguai (Sapena Pastor) assinaram a “Ata do Iguaçu”, firmando uma parceria que visava analisar a viabilidade disposta no recurso hídrico pertencente às duas nações. Em sua autobiografia, Juracy conta o episódio da seguinte forma:

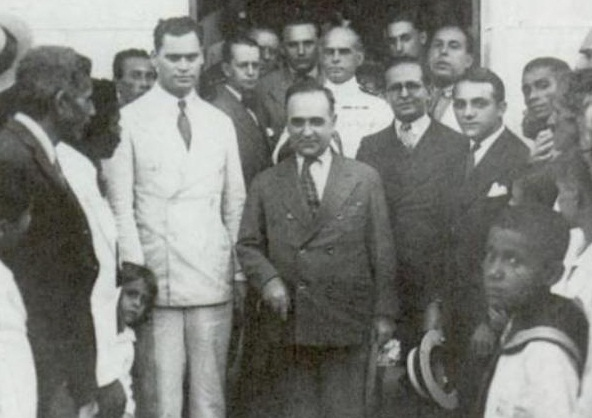
Juarez Távora, Getúlio Vargas e Juracy Magalhães, um ano após a vitória da Revolução de 1930. Juarez e Juracy romperam com Getúlio depois do Golpe de 1937.

"As conversas não eram fáceis. Pastor insistia na tese da indefinição da nossa fronteira no trecho das Sete Quedas, e eu não podia abrir mão da plena vigência do tratado que definia os limites consagrados na demarcação. Houve um momento de quase ruptura quando o chanceler paraguaio chegou a insinuar em nome de um suposto direito histórico, que nosso tratado tinha de ser revisto. Nessa hora observei, com o máximo de calma, que um tratado entre dois países só poderia ser revisto por outro tratado. Ou por uma guerra. E como o Brasil não estava disposto a aceitar novo tratado, perguntei-lhe se o Paraguai se considerava em condições de promover uma guerra.

Em 1976.

Visivelmente surpreso e assustado, o chanceler paraguaio me perguntou se eu lhe estava fazendo uma ameaça, ao que lhe respondi dizendo que apenas pretendia trazer nossa discussão para uma base mais realista. Suspenso nosso encontro nesse clima tenso, quando voltamos a nos reunir já o chanceler mudara por completo sua atitude, graças a isso, pudemos chegar, no dia 22 de junho, em Foz do Iguaçu, a celebrar o acordo, que se chamou Ata das Cataratas".(MAGALHÃES, Juracy. GUEIROS, José Alberto. O último tenente. São Paulo: Editora Record, 1996, p. 349.)